# Grad Radeče
Grad Radeče (nemško Ratschach) je bil srednjeveški grad, ki je stal na  strmem pobočju Vranskega hriba severozahodno nad trgom Radeče.  Razvalina je sedaj močno zaraščena, vidni so ostanki pregradja in obzidja.

## Zgodovina
Grad je prvič omenjen posredno v dokumentu iz leta 1206, ko nastopa kot priča vitez »Robert de Ratschach", kot navaja Valvasor. Nastal je na območju posesti rodu grofice Heme Breško-Seliške. Kot svojo dedino so ga pozidali  vitezi Radeški, ki so bili sorodniki Ostrovrharjev iz Svibna.Kot grad ali »vest Ratsach oz. Ratschach« se prvič izrecno omenja v listinah iz 1336.  Radeški vitezi so bili sprva ministerijali Spanheimov, grad z gospoščino pa je bil spanheimski fevd do 1148. Spanheime kot fevdalne gospode so nasledili Traungauci (1148-1192), Babenberžani (1192-1246), Otokar II. Přemysl (1261-1276) in krajši čas Vovbrški. Grof Ulrik Vovbrški je grad leta 1286 prodal vojvodi Albertu Habsburškemu. Ta ga je nato leta 1291 izročil Tirolskim grofom, koroškim vojvodam na Kranjskem in v savinjski grofiji, ki so ga zastavili grofom Ortenburškim.  Iz ortenburške zastava so ga Habsburgi (avstrijski vojvoda Albreht in Oton)  leta 1336 odkupili, vendar takoj zastavili Frideriku Žovneškemu.  Celjski grofi so gospodarili na gradu do leta 1456. 
Vitezi Radeški, ki so izumrli konec 13. stoletja, so bili ministerijali vsakokratnih lastnikov. Po letu 1261 je grad in gospoščino upravljal gradiščan češkega kralja Otokarja II. Přemysla  Teoderik s Stanga pri Deutschlandsbergu. Po Otokarjevi smrti leta 1278 je njegova bivša žena in pravnukinja Leopolda VI. Babenberškega, sedaj poročena z Ulrikom Vovbrškim zahtevala tudi Radeče. Za odpoved se je sporazumela s kraljem Rudolfom Habsburškim za odpravnino za katero je z možem prejela v zastavo več gradov vključno z Radečami. Rudolfov sin Albrecht je leta 1291 grad odkupil in ga predal Tirolskim. Pred letom 1328 je tirolski grof kot kranjski gospod Radeče podeljeval v zastavo. V zastavi so ga imeli grofje Ortenburški. Habsburžani so po prevzemu Kranjske leta 1336 grad Radeče odkupili in ga spet zastavili Celjanom.  
Po letu 1336 so gospoščino in grad imeli v zastavi  Celjski grofje. Na gradu so imeli gradiščane, ki so upravljali z gospoščino; med letoma 1421 in 1438 je to bil Jurij I. pl. Širski (Scheyer). Leta 1442 je grad delno razrušil celjski vojskovodja Jan Vitovec a so ga kmalu obnovili. Po smrti zadnjega Celjana leta 1456 je grad in gospostvo postalo deželnoknežji fevd.
Leta 1458  je Radeče, kot deželnoknežji fevd dobil v zastavo Hans Mehovski,  od leta 1478 Bernard Griebinger, od 1482 do 1485 Viljem Dollacher, leta 1493 Ludvik pl. Gall Gallenstein, leta 1497 Filip pl. Werngkh in do leta 1511 Pavel pl. Liechteinstein. Po letu  1511 ga je imel v zakupu Žiga pl. Mordax, nekdanji oskrbnik v Mokronogu, nato ga je imel od 1517 v zastavi gospod Žiga Višnjegorski. 
V času kmečkega upora 1573 je v listinah izpričan grajski oskrbnik Gnedic, vendar z uporniki ni prišlo do spopadov. Pred 1581 ga je imel v zastavi Karel pl. Višnjegorski, varuh njegovih dedičev Janez pl. Gallenberg je leta 1581 gospostvo prodal Viljemu pl. Lambergu z Boštanja pri Sevnici. Med letoma 1581 in 1593 je bil njegov upravnik Urban Treuer. Herbert pl. Lamberg  je 1598 zastavne pravice prenesel na Inocenca pl. Moscona, ki je razrušeni grad in posest kupil leta 1618. Nasledil ga je Janez Jurij pl. Moscon. Leta 1672 je gospoščino Radeče kupil   baron Andrej Danijel Mordax. Ta je proti koncu stoletja sedež gospostva prenesel  iz razpadajočega gradu v graščino pod grajskim gričem, ki jo je leta 1535 zgradil Žiga Višnjegorski (sedaj imenovana Trinkova graščina). Ernest Ferdinand Mordax je bil lastnik leta 1699. Ta je leta 1706 gospostvo prodal mlajšemu bratu Janezu Andreju. Po smrti njegovega sina Andreja Danijela  leta 1761 je gospostvo podedovala hči Jožefa Katarina poročena baronica Gall, po njej pa leta 1765 njen sin Ignac Bernard Ksaver baron Gall  . Ta je leta 1797 gospostvo prodal Matevžu Bilcu. Leta 1821 je posest na dražbi kupil Jožef Maksimilijan Posch, po njem je dedovala njegova vdova, ki se je poročila z Jožefom baronom Gallom 1847, s katerim sta leta 1850  posest Radeče skupaj s posestvom Svibno prodala bavarskemu poročniku Frideriku Voll-u. Ta je obe posestvi leta 1867 prodal na dražbi. Kupil ju je Moric Löwenfeld iz Linza 15 in ju hkrati s posestvom Selo prodal 22. aprila 1890 Jožefu Hellerju trgovcu na Dunaju. Nato se kot lastniki izmenjajo člani družine Fischer, in od Friderika Fischerja pl. Ankerna leta 1895 posest odkupi Franz knez Turjaški . Že naslednje leto pa je šla njegova posest v stečaj. Posesti je kupil Adolf Lössl. Leta 1902 sta posestva kupila Jožef Prosenc in ljubljanski župan Ivan Hribar. Nova lastnika sta 1904 sklenila delilno pogodbo, s katero je Prosenc prepustil svojo polovico posestva Radeče Ivanu Hribarju. Od Hribarja je Radeče 1907 kupil veleposestnik iz Brezovice na Hrvatskem Jožef Ausch.  Leta 1915 je posestvo kupila Hrvatska eskomptna banka.